# Bystřice (Eger)
Die Bystřice (deutsch Wistritz) ist ein linker Zufluss der Eger in Tschechien. Sie entsteht im Erzgebirge aus zwei Quellbächen, der Roten und der Weißen Wistritz, die sich in Pstruží (Salmthal) vereinigen.
Die Rote Wistritz wird als Hauptquelle angesehen. Sie entspringt auf dem Kamm des Erzgebirges südwestlich des Gottesgaber Spitzberges im Hochmoor V kleči. Auf ihrem Lauf nach Südwesten fließt die Bystřice an den Dörfern Hřebečná und Abertamy sowie am westlichen Fuße des Pleßberges vorbei nach Pstruží.
Die Quellen der Weißen Wistritz (Bíla Bystřice) liegen östlich der Stadt Horní Blatná. Sie fließt durch die frühere Bergstadt Pernink, nimmt links den von Abertamy kommenden Rybná (Fischbach) auf und vereint sich in Pstruží mit der ebenfalls links zufließenden Roten Wistritz zur Wistritz.
Der Fluss verläuft in südöstliche Richtung. In Merklín mündet links der Eliasbach (Eliášův potok) ein. Am südlichen Fuße des Erzgebirges liegt Hroznětín, wo sich der Fluss nach Osten wendet. Weitere Orte am Lauf sind Bystřice (Langgrün), Kfely (Gfell) und Ostrov (Schlackenwerth).
Von Ostrov abwärts führt die Bahnstrecke Chomutov–Cheb entlang des Flusses und quert ihn mit mehreren Brücken. Kurz vor der Mündung überbrückt die Bahnstrecke Vojkovice–Kysibl-Kyselka den Fluss.
Nach 28 km mündet die Bystřice bei der Ansiedlung Hradiště zwischen Velichov (Welchau) und Vojkovice in die Eger.

## Zuflüsse (links/rechts)
- Eliášův potok (Eliasbach) bei Merklín (l)
- Jesenice bei Bystřice (r)
- Rudný potok bei Kfely (l)
- Jáchymovský potok (Weseritz) bei Ostrov (l)
- Borecký potok bei Ostrov (l)